# Vítězslav Hornig
Vítězslav Hornig (Jilemnice, 26 aprile 1999) è un biatleta ceco.

## Biografia
Vítězslav Hornig ha esordito in Coppa del Mondo il 19 dicembre 2019 ad Annecy Le Grand-Bornand in sprint (71º) e ai Mondiali juniores di Obertilliach 2021 ha vinto la medaglia di bronzo nella staffetta; ha debuttato ai Campionati mondiali a Nové Město na Moravě 2024, dove si è classificato 46º nell'individuale e 7º nella staffetta, e nella successiva rassegna iridata di Lenzerheide 2025 ha vinto la medaglia d'argento nella staffetta mista e si è piazzato 29º nella sprint, 22º nell'inseguimento, 27º nell'individuale, 6º nella staffetta e 14º nella staffetta mista individuale. Non ha preso parte a rassegne olimpiche

## Palmarès

### Mondiali
- 1 medaglia:
  - 1 argento (staffetta mista a Lenzerheide 2025)

### Mondiali juniores
- 1 medaglia:
  - 1 bronzo (staffetta a Obertilliach 2021)

### Coppa del Mondo
- Miglior piazzamento in classifica generale: 20º nel 2025